# Santa Cruz de Juventino Rosas
Santa Cruz de Juventino Rosas è un comune dello stato di Guanajuato, nel Messico centrale, il cui capoluogo è l'omonima località.
La municipalità conta 79.214 abitanti (2010) e copre un'area di 428,64 km².